# Cosmopterix euanthe
Cosmopterix euanthe là một loài bướm đêm thuộc họ Cosmopterigidae. Nó được tìm thấy ở Brasil (Distrito Federal).
Con trưởng thành được sưu tập vào tháng 9 và tháng 12. Cánh trước dài 3,1-3,6 mm.
Loài này được đặt tên theo Euanthe, một Mặt Trăng của Sao Mộc.